# خواننده عروسی
خواننده عروسی (به انگلیسی: The Wedding Singer) فیلمی است کمدی رمانتیک محصول سال ۱۹۹۸ به کارگردانی فرانک کوراکی است. در این فیلم بازیگرانی همچون آدام سندلر، درو بریمور، کریستین تیلور، آلن کاورت و آنجلا فیدر استون، متیو گلاو، الن آلبرتینی دو، راب اشنایدر، آلکسیس آرکت، کریستینا پیکلز، فرانک سیورو، بیلی آیدل، کوین نیلن، استیون بریل، استیو بوشمی ایفای نقش کرده‌اند. این فیلم اولین همکاری مشترک درو بریمور و آدام ساندلر می‌باشد.